# 曾志彬
曾志彬（1992年2月22日—），英文名Argent Zeng。出生于中国北京燕山，PEOPLEX个人品牌设计工作室创始人。

## 基本资料
曾志彬，男，北京市燕山人，毕业于武汉大学经济与管理学院。财经评论员，社会活动工作者，PEOPLEX个人品牌设计工作室创始人，文玩收藏鉴评师。

## 研究方向

### 风险经济学
著有论文和评论《Criticize on risk-taking on entrepreneur》等。

### 奥地利学派经济学
著有论文和评论《约瑟夫·熊彼特关于创新与经济史视角的虚拟企业市场失衡》。、《在市场均衡的夹缝中崛起的企业》

### 法国比较文学
著有专题论文《L’urbanisme de Wuhan en comparaison avec celuide Paris》

### 文具收藏
参与《Fountain Pens of the World》钢笔圣经（中译名：钢笔圣经）的共同翻译工作。

## 成果事迹
- 国内首创“个人品牌设计”理念[5]，创新性地将企业VI视觉识别系统移植于个人品牌管理，提供线上、线下一站式、一体化个人品牌设计、管理、营销、维护服务。
- “沉醉归处”独立财经评论网站站长。
- 2008年北京奥运会城市志愿者。
- 7·21北京特大洪水灾害中，领衔发起组建“Noah民间志愿者救援队”，深入受灾最严重的房山城关、十渡等地参与抗洪抢险工作[6]。